# Deaf U
Deaf U è un programma documentario statunitense del 2020.

## Episodi
| nº | Titolo originale                    | Titolo italiano                      | Pubblicazione USA | Pubblicazione Italia |
| -- | ----------------------------------- | ------------------------------------ | ----------------- | -------------------- |
| 1  | My Left Ear Broke as S**t           | Il mio orecchio sinistro è una m***a | 9 ottobre 2020    | 9 ottobre 2020       |
| 2  | I Have So Many Questions            | Della serie... Eh?                   | 9 ottobre 2020    | 9 ottobre 2020       |
| 3  | Am I Not Deaf Enough?               | Io non sono abbastanza sorda?        | 9 ottobre 2020    | 9 ottobre 2020       |
| 4  | Are You over Me?                    | Hai chiuso con me?                   | 9 ottobre 2020    | 9 ottobre 2020       |
| 5  | Do You Usually Bring Girls Here?    | Porti qui le ragazze di solito?      | 9 ottobre 2020    | 9 ottobre 2020       |
| 6  | So, I Smash Things                  | Sfascio le cose                      | 9 ottobre 2020    | 9 ottobre 2020       |
| 7  | I Really Love You, Blah, Blah, Blah | Ti amo eccetera                      | 9 ottobre 2020    | 9 ottobre 2020       |
| 8  | It's Time to Grow Up                | È una cosa segreta?                  | 9 ottobre 2020    | 9 ottobre 2020       |